# Nummer 17
Nummer 17 är en brittisk film från 1932 i regi av Alfred Hitchcock. 

## Rollista i urval
- Leon M. Lion - Ben
- Anne Grey - Nora, den dövstumma flickan
- John Stuart - Barton, detektiven
- Donald Calthrop - Brant, Noras eskort
- Barry Jones - Henry Doyle
- Ann Casson - Rose Ackroyd
- Henry Caine - Mr. Ackroyd
- Garry Marsh - Sheldrake